# R'lyeh
R'lyeh est une cité fictive qui apparaît dans l'univers de Howard Phillips Lovecraft. Elle est la cité engloutie où « Cthulhu rêve et attend ».
Ph'nglui mglw'nafh Cthulhu R'lyeh wgah'nagl fhtagn

— Howard Phillips Lovecraft, L'Appel de Cthulhu
Elle est la demeure du Grand Ancien Cthulhu qui y est enfermé. Elle est constituée de pierres verdâtres, cyclopéennes, assemblées « selon une géométrie non euclidienne ».
On la situe dans le Pacifique, mais certains continuateurs du Mythe de Cthulhu, tel August Derleth (1909 - 1971), ont émis l'idée qu'elle pourrait couvrir la majeure partie des océans terrestres, « de la côte Nord du Massachusetts aux îles perdues de Micronésie ».
Selon certains critiques littéraires, la ville en ruine de R'lyeh aurait été inspirée par le site de Nan Madol dans l'île de Pohnpei dans les États fédérés de Micronésie.

## Localisation
La position la plus précise de son emplacement est fournie, outre sa description, dans la nouvelle de Lovecraft « L'Appel de Cthulhu » : 47° 09′ S, 126° 43′ O dans le sud de l'océan Pacifique. August Derleth place quant à lui la cité à 49° 51′ S, 128° 34′ O dans sa nouvelle « The Black Island ». Les deux coordonnées correspondent approximativement au point Némo, le point de l'océan le plus éloigné de toute terre émergée. Les coordonnées de Derleth donnent la ville à environ 5100 nautiques, soit 9500 kilomètres de l'île (réelle) de Ponape. Cette île est également connue dans le « Mythe de Cthulhu » comme lieu où furent trouvés les « Écrits de Ponape ».
Lors de la détection du bloop par le National Oceanic and Atmospheric Administration (NOAA) américain durant l’été 1997, une rumeur soutenait que ce son d’ultra-basse fréquence provenait d'un point situé non loin des coordonnés de la fictive R'lyeh. Or, le NOAA situe le bloop dans l'Océan Austral et non dans le Pacifique Sud.